# 투르게넵스카야역
투르게넵스카야역(러시아어: Тургеневская)은 모스크바 지하철 칼루시스코 리시스카야 선의 역이다. 1972년 1월 5일에 개장했다.

## 역명의 유래
투르게넵스카야 역은 입구의 투르게넵스카야 광장의 이름을 따서 지어졌다. 광장 자체는 러시아의 소설가 겸 극작가 이반 투르게네프의 이름을 따서 지어졌다.

## 설계
투르게넵스카야 역은 역관의 곡선을 따르는 단순한 흰색 대리석 판자와 강화 플라스틱 판넬로 구성된 천장을 가지고 있다. 금속 코니스는 천장의 밑부분으로 역의 길이를 따른다.

## 환승
이 역에서는 소콜니체스카야 선의 치스티예 프루디 역과 류블린스코 드미트롭스카야 선의 스레텐스키 불바르 역으로 갈아탈 수 있다.